# Komunalno inženjerstvo
Komunalno ili urbanno inženjerstvo primenjuje alate nauke, umetnosti i inženjerstva u urbanom okruženju.
Komunalno inženjerstvo se bavi komunalnom infrastrukturom. To uključuje određivanje, projektovanje, izgradnju i održavanje ulica, trotoara, vodovodne mreže, kanalizacije, ulične rasvete, upravljanje komunalnim čvrstim otpadom i deponijama, skladišta raznih rasutih materijala koji se koriste za održavanje i javne radove (so, pesak, itd.), javne parkove i biciklistička infrastruktura.
U slučaju podzemnih komunalnih mreža, komunalno inženjerstvo može obuhvatati i civilni deo (cevi i pristupne komore) lokalnih distributivnih mreža električnih i telekomunikacionih usluga. Takođe može da uključuje optimizaciju mreža za odvoz smeća i mreže autobuskih usluga. Neke od ovih disciplina preklapaju se sa drugim građevinskim specijalnostima, međutim, komunalno inženjerstvo je usmereno na koordinaciju ovih infrastrukturnih mreža i usluga, jer su one često građene istovremeno (za određenu ulični ili razvojni projekat), a njima upravlja ista opštinska vlast.

## Istorija
Savremeno komunalno inženjerstvo potiče iz Velike Britanije u 19. veku, nakon industrijske revolucije i rasta velikih industrijskih gradova. Pretnja gradskom stanovništvu od epidemija vodom prenošenih bolesti poput kolere i tifusa dovela je do razvoja profesije posvećene „sanitarnoj nauci” koja je kasnije postala „komunalno inženjerstvo”.
Ključna figura takozvanog „javnog zdravstvenog pokreta“ bio je Edvin Čadvik, autor parlamentarnog izveštaja, objavljenog 1842. godine.
Rano britansko zakonodavstvo uključuje:
- Burgov policijski zakon iz 1833. - opunoćuje popločavanje, osvetljenje, čišćenje, nagledanje, snabdevanja vodom i poboljšanja zajednica.
- Zakon o opštinskim korporacijama iz 1835. godine[6]
- Zakon o javnom zdravstvu iz 1866. godine o formiranju drenažnih komisija[7][8]
- Zakon o javnom zdravstvu iz 1875. godine, poznat u to vreme kao Veliki zakon o javnom zdravstvu

Ovi zakoni su lokalnim vlastima pružili ovlašćenja za preduzimanje opštinskih inženjerskih projekata i za imenovanje mesnih geodeta (kasnije poznatih kao „opštinski inžinjeri”).
U Velikoj Britaniji, Udruženje komunalnih inženjera (kasnije nazvano Institucija komunalnih inženjera) osnovano je 1874. godine pod pokroviteljstvom Institucije građevinskih inženjera, radi rešavanja pitanja primene sanitarnih nauka. Početkom 20. veka komunalni inženjering je postao široka disciplina koja je obuhvatala mnoge odgovornosti lokalnih vlasti, uključujući puteve, drenažu, kontrolu poplava, obalski inženjering, javno zdravstvo, upravljanje otpadom, čišćenje ulica, vodovod, kanalizaciju, tretman otpadne vode, krematorijume, javna kupatila, uklanjanje sirotinjskih kvartova, urbanističko planiranje, javno stanovanje, snabdevanje energijom, parkove, objekte za rekreaciju, biblioteke, gradske kuće i druge opštinske zgrade.
U Velikoj Britaniji, razvoj različitih naučnih oblasti neophodnih za upravljanje opštinskom infrastrukturom doveo je do pojave zasebnih specijalizovanih institucija, uključujući:
- Za odvodnjavanje: Ovlašćena institucija za upravljanje vodama i životnom sredinom, 1895
- Za urbanističko planiranje: Urbanistički institut 1914 ... kasnije postaje Kraljevski urbanistički institut
- Za uličnu rasvetu: Udruženje inženjera za javnu rasvetu, 1934. ... koje je kasnije postalo Institucija inženjera rasvete
- Za inženjering autoputeva: Institucija za autoputeve i saobraćaj, 1930
- Za javno stanovanje: Institut za stanovanje, 1931

Institut komunalnih inženjera se 1984. godine spojio sa Institutom građevinskih inženjera. Od 1970-ih postoji globalni trend povećanja privatizacije i sklapanja ugovora  o obavljanju komunalnih inženjerskih usluga sa razinim firmama.
U Velikoj Britaniji 1990-ih godina promena filozofije menadžmenta dovela je do ukidanja tradicionalne organizacione strukture okruga, gde su tri funkcije gradskog činovnika, upravitelja riznice i inženjera gradske uprave zamenjene administrativnom strukturom sa većim brojem specijalizovanih odeljenja.
Krajem 1990-ih i početkom 21. veka došlo je do povećanja nezadovoljstva zbog onoga što se smatralo frakcionisanim i nefunkcionalnim javnim službama dizajniranim po uskim specijalnostima. Holističniji pristup urbanističkom inženjeringu počeo je da se pojavljuje kao alternativni koncept. Kritičari specijalizovanog pristupa uključivali su Komisiju za arhitekturu i izgrađeno okruženje koja je zastupala stanovište da se specijalizovani pristup upravljanju javnom domenom previše fokusiran na efikasno kretanje vozila, a ne na opšte interese lokalnih zajednica.

## Stručna praksa
U Velikoj Britaniji više ne postoji formalna stručna sprema iz oblasti komunalnog inženjerstva, iako postoje kursevi iz urbanog inženjerstva. Profesionalni sertifikat za urbani inženjering dostupan je putem Institucije inkorporiranih inženjera putem domena javnog informisanja i savetodavne mreže.
BritanskI Institut građevinskih inženjera (ICE) pruža usluge praktičarima zaposlenima u javnom sektoru, privatnom konsaltingu i akademskim ustanovama putem svoje publikacije Proceedings Journal Municipal Engineer. Ovaj časopis, prvi put objavljen 1873. godine, ima globalni opseg i pokriva ceo životni ciklus opštinskih službi, baveći se tehničkim, političkim i zajedničkim pitanjima. Pored toga, postoji ekspertska komisija koja zastupa ICE u konsultacijama vlade i zastupljena je u Međunarodnoj federaciji za komunalni inženjering.

## Internacionalne organizacije
Međunarodna federacija komunalnog inženjerstva (engl. International Federation of Municipal Engineering, IFME) je organizacija koju čine profesionalni komunalni inženjeri iz celog sveta. Misija IFME je da poveže komunalne inženjere, profesionalce u javnim radovima, javne agencije, institucije i preduzeća širom sveta kako bi mogli da dele globalni domen znanja i iskustva. Cilj je podsticanje kontinuiranog poboljšanja kvaliteta javnih radova i usluga šire zajednice.
Uvodni sastanak održan je 1960. godine u sedištu organizacije UNESCO u Parizu. Članstvo je neprestano raslo i 2009. godine je obuhvatalo predstavnike nacionalnih udruženja u: Australiji, Kanadi, Danskoj, Estoniji, Finskoj, Italiji, Izraelu, Holandiji, Novom Zelandu, Norveškoj, jugu Afrike (Južna Afrika, Botavana, Namibija i Zimbabve), Švedske, Velike Britanije (Engleska, Škotska, Vels i Severna Irska) i SAD. Belgija i San Marino su trenutno dopisne članice.

## Literatura
- Index to the Proceedings of the Institution of Municipal Engineers, from 1874
- The municipal and sanitary engineer's handbook (1883)
- „Félicitations ! Votre domaine a bien été créé chez OVHcloud !”.
- „Archived copy” (PDF). Архивирано из оригинала (PDF) 2012-04-25. г. Приступљено 2011-11-06.
- „EIVP - Ecole des Ingénieurs de la Ville de Paris”. Архивирано из оригинала 2016-03-03. г. Приступљено 2011-11-06.
- „America's Most Visited City Parks” (PDF). Архивирано из оригинала (PDF) 2009-10-15. г. Приступљено 2009-12-13.
- Layton-Jones, K (2016). „History of Public Park Funding and Management (1820 – 2010) Historic England Research Report 20/2016”. research.historicengland.org.uk. Приступљено 2020-06-28.
- „State of UK Public Parks 2016 | The National Lottery Heritage Fund”. www.heritagefund.org.uk. 29. 11. 2016. Приступљено 2020-06-28.
- Meade, Julie (2016). Moon Mexico City (на језику: енглески). Avalon Publishing. ISBN 9781631214097. „Just west of Bellas Artes, the Alameda Central is the largest green space in the center of the city and the oldest public park in the Americas.”
- „Three Kings Day in Mexico, a holiday in flux”. LA Times Blogs - La Plaza. 6. 1. 2011. „Consider the scene this week at the Alameda Central, the downtown Mexico City park historians describe as the oldest planned urban green space in the Americas.”
- „Standards for Highways online resources - Detailed guidance - GOV.UK” (PDF).
- „Sustrans Design Manual” (PDF). Архивирано из оригинала (PDF) 24. 9. 2015. г. Приступљено 8. 7. 2015.
- „Cycle Infrastructure Design” (PDF). Department of Transport. Архивирано из оригинала (PDF) 20. 10. 2016. г. Приступљено 9. 7. 2015.
- „Stiklassificering” (PDF). vejdirektoratet.dk. Архивирано из оригинала (PDF) 26. 09. 2020. г. Приступљено 01. 07. 2023.
- „Home - CROW”. crow.nl. Приступљено 6. 3. 2018.
- „Bicycle Facilities and the Manual on Uniform Traffic Control Devices”. Federal Highway Administration (FHWA). Приступљено 8. 7. 2015.
- „2009 MUTCD with Revisions 1 and 2, May 2012”. U.S. Federal Highway Administration (FHWA). Приступљено 8. 7. 2015.
- „Urban Bikeway Design Guide - National Association of City Transportation Officials”. 27. 6. 2012. Архивирано из оригинала 28. 06. 2015. г. Приступљено 01. 07. 2023.
- „How wide is a Dutch cycle path?”. wordpress.com. 29. 6. 2011.
- Lusk, A. C.; Furth, P. G.; Morency, P.; Miranda-Moreno, L. F.; Willett, W. C.; Dennerlein, J. T. (2011). „Risk of injury for bicycling on cycle tracks versus in the street”. Injury Prevention. 17 (2): 131—5. PMC 3064866 . PMID 21307080. doi:10.1136/ip.2010.028696.
- Reynolds, Conor CO; Harris, M Anne; Teschke, Kay; Cripton, Peter A; Winters, Meghan (21. 10. 2009). „The impact of transportation infrastructure on bicycling injuries and crashes: a review of the literature”. Environmental Health. 8 (1): 47. ISSN 1476-069X. PMC 2776010 . PMID 19845962. doi:10.1186/1476-069x-8-47.
- Schepers, P.; Twisk, D.; Fishman, E.; Fyhri, A.; Jensen, A. (1. 2. 2017). „The Dutch road to a high level of cycling safety”. Safety Science (на језику: енглески). 92: 264—273. ISSN 0925-7535. S2CID 110938997. doi:10.1016/j.ssci.2015.06.005. hdl:11250/2766251 .
- Teschke, Kay; Harris, M. Anne; Reynolds, Conor C. O.; Winters, Meghan; Babul, Shelina; Chipman, Mary; Cusimano, Michael D.; Brubacher, Jeff R.; Hunte, Garth; Friedman, Steven M.; Monro, Melody; Shen, Hui; Vernich, Lee; Cripton, Peter A. (2012). „Route Infrastructure and the Risk of Injuries to Bicyclists: A Case-Crossover Study”. American Journal of Public Health. 102 (12): 2336—43. PMC 3519333 . PMID 23078480. doi:10.2105/AJPH.2012.300762.
- „Safety & Route Type: Bicyclists' Injuries & The Cycling Environment”. University of British Columbia.
- Ling, Rebecca; Rothman, Linda; Cloutier, Marie-Soleil; Macarthur, Colin; Howard, Andrew (фебруар 2020). „Cyclist-motor vehicle collisions before and after implementation of cycle tracks in Toronto, Canada”. Accident Analysis & Prevention. 135: 105360. ISSN 0001-4575. PMID 31785479. S2CID 208515946. doi:10.1016/j.aap.2019.105360.
- Ling, Rebecca; Rothman, Linda; Cloutier, Marie-Soleil; Macarthur, Colin; Howard, Andrew (фебруар 2020). „Cyclist-motor vehicle collisions before and after implementation of cycle tracks in Toronto, Canada”. Accident Analysis & Prevention. 135: 105360. ISSN 0001-4575. PMID 31785479. S2CID 208515946. doi:10.1016/j.aap.2019.105360.
- Zangenehpour, Sohail; Strauss, Jillian; Miranda-Moreno, Luis F.; Saunier, Nicolas (1. 1. 2016). „Are signalized intersections with cycle tracks safer? A case–control study based on automated surrogate safety analysis using video data”. Accident Analysis & Prevention (на језику: енглески). 86: 161—172. ISSN 0001-4575. PMID 26562673. doi:10.1016/j.aap.2015.10.025.

## Spoljašnje veze
- „EIVP-Paris”.